# Hà Tử Lâm
He Zilin (tiếng Trung: 何子霖; bính âm: Hé Zǐlín; sinh ngày 30 tháng 7 năm 1998) là một cầu thủ bóng đá Trung Quốc hiện tại thi đấu cho đội bóng tại Giải bóng đá ngoại hạng Hồng Kông R&F.

## Sự nghiệp câu lạc bộ
He Zilin bắt đầu sự nghiệp bóng đá vào tháng 8 năm 2016 khi anh gia nhập đội bóng tại Giải bóng đá ngoại hạng Hồng Kông R&F, là đội vệ tinh của đội bóng tại Giải bóng đá ngoại hạng Trung Quốc Guangzhou R&F. Ngày 9 tháng 2 năm 2017, anh ra mắt trong thất bại 6–1 trên sân khách trước Eastern Long Lions.

## Thống kê sự nghiệp
Tính đến 13 tháng 5 năm 2018 
| Thành tích câu lạc bộ | Thành tích câu lạc bộ | Thành tích câu lạc bộ             | Giải vô địch | Giải vô địch | Cúp     | Cúp       | Cúp Liên đoàn   | Cúp Liên đoàn   | Châu lục | Châu lục  | Tổng cộng | Tổng cộng |
| Mùa giải              | Câu lạc bộ            | Giải vô địch                      | Số trận      | Bàn thắng    | Số trận | Bàn thắng | Số trận         | Bàn thắng       | Số trận  | Bàn thắng | Số trận   | Bàn thắng |
| Hồng Kông             | Hồng Kông             | Hồng Kông                         | Giải vô địch | Giải vô địch | Cúp FA  | Cúp FA    | Cúp Liên đoàns1 | Cúp Liên đoàns1 | Châu Á   | Châu Á    | Tổng cộng | Tổng cộng |
| --------------------- | --------------------- | --------------------------------- | ------------ | ------------ | ------- | --------- | --------------- | --------------- | -------- | --------- | --------- | --------- |
| 2016–17               | R&F                   | Giải bóng đá ngoại hạng Hồng Kông | 4            | 0            | 0       | 0         | 1               | 0               | -        | -         | 5         | 0         |
| 2017–18               | R&F                   | Giải bóng đá ngoại hạng Hồng Kông | 0            | 0            | 0       | 0         | 0               | 0               | -        | -         | 0         | 0         |
| Tổng cộng             | Hồng Kông             | Hồng Kông                         | 4            | 0            | 0       | 0         | 1               | 0               | 0        | 0         | 5         | 0         |
| Tổng cộng sự nghiệp   | Tổng cộng sự nghiệp   | Tổng cộng sự nghiệp               | 4            | 0            | 0       | 0         | 1               | 0               | 0        | 0         | 5         | 0         |

1League Cups include Hồng Kông Senior Challenge Shield và Hồng Kông Sapling Cup.